# Silvia Derbez
Lucille Silvia Derbez Amézquita (San Luis Potosí, 8 de març de 1932-Ciutat de Mèxic, 6 d'abril de 2002) va ser una actriu mexicana de l’ Època d'Or del cinema mexicà. Va participar a Miss Mèxic 1952, on va obtenir el quart lloc. Va ser mare de l'actor i director Eugenio Derbez i de l'actriu Silvia Eugenia Derbez.
Entre els seus treballs més destacats es troba la seva participació a les telenovel·les Senda prohibida (1958), María Isabel (1967), Cruz de amor (1968), Angelitos negros (1970), i Mamá Campanita (1978).

## Biografia i carrera
Filla de l'empresari francès Marcel Derbez Gilly i María de la Luz Amézquita, va debutar al cinema mexicà quan era adolescent i va participar en la seva primera pel·lícula a l'edat de 15 anys, amb un paper a La novia del mar, filmada el 1947.
En 1948, va participar en un dels clàssics del cinema mexicà: Allá en el Rancho Grande. Va participar en tres pel·lícules abans d'acabada la dècada dels 40.
Silvia es va convertir en una celebritat, tant nacional com internacional, durant la dècada dels 50, una era en la qual va participar en 16 pel·lícules. Durant el període comprès entre 1951 i 1954, Silvia es va retirar del cinema, però en 1954 va tornar i va estar en deu pel·lícules entre 1954 i 1956.
Quan la televisió es tornava popular a Mèxic, Silvia va signar amb Televisa per a interpretar a "Nora" en la primera telenovel·la feta a Mèxic anomenada Senda prohibida, en 1958. En 1959, Silvia va prendre el paper d'Elisa, en una altra telenovel·la.
Silvia va actuar en disset telenovel·les durant la dècada dels 60's, sent la protagonista en moltes d'elles. Entre la seva participació en telenovel·les durant aquesta dècada destaca María Isabel, on una vegada més va ser la protagonista. En 1968 arribaria el personatge que la consolidaria com una primera actriu a Cruz de amor. Va tornar al cinema en 1969, participant en tres pel·lícules, en aquest any i en el següent.
Durant la dècada dels 70, la seva participació en televisió va disminuir lleugerament. Va fer dotze telenovel·les durant aquests anys. Algunes de les telenovel·les en les quals va participar van ser: Angelitos negros, El derecho de los hijos, Mamá Campanita i La recogida. El 1975 va actuar a la pel·lícula El andariego.
Durant la dècada dels 80's, va actuar solament en sis telenovel·les i en quatre pel·lícules. En 1986, el seu espòs, el publicista Eugenio González, va morir. No obstant això, Silvia es va recuperar de la seva pèrdua i va participar en Simplemente María, el 1989. En aquesta telenovel·la, Silvia va actuar al costat de Victoria Ruffo, qui al poc temps es va convertir en la seva nora. Simplemente María va ser popular en països com Puerto Rico, Panamà, Argentina i Veneçuela.
A principis de la dècada dels 90, Silvia va participar en tres pel·lícules, inclosa Zapatos viejos, on va actuar al costat de la cantant Gloria Trevi. El 1994 va participar en Prisionera de amor, i el 1995 va interpretar "Milagros" a Lazos de amor. Aquestes dues últimes van ser molt populars entre el públic hispà dels Estats Units.
Silvia va tornar a participar al cinema en tres ocasions abans de tornar a la televisió en 1997 com "Leonor" a Los hijos de nadie. En 1998, va participar en una altra aclamada telenovel·la mexicana, La usurpadora, de la que era protagonista Gabriela Spanic.
El seu últim treball com a actriu va ser el 2001, a La intrusa. Poc després d'acabades els enregistraments de la telenovel·la, Silvia va morir el dissabte 6 d'abril de 2002, a l'edat de 70 anys víctima d'un càncer de pulmó. Va tenir un fill, Eugenio i una filla, Silvia Eugenia. Els seus nets Aislinn Derbez, Vadhir Derbez i José Eduardo Derbez també són actors de cinema i televisió.

## Telenovel·les
- La intrusa (2001) ... Sagrario Vargas # 1
- Infierno en el paraíso (1999) ... Angélica Vda. de Clemente
- La usurpadora (1998) ... Doña Isabel Rojas "Abuela Chabela"
- Los hijos de nadie (1997) ... Leonor
- Lazos de amor (1995-1996) ... Milagros'
- Agujetas de color de rosa (1995) ... Fernanda Vda. de Arizmendi
- Prisionera de amor (1994) ... Chayo
- Simplemente María (1989-1990) ... Matilde Carreño
- Pobre señorita Limantour (1987) ... Pastora
- La pasión de Isabela (1984-1985) ... Ángela
- Nosotras las mujeres (1981) ... Alma
- Secreto de confesión (1980) ... Alicia
- Vamos juntos (1979) ... Lupe
- Mamá Campanita (1978) ... Carmencita - Mamá Campanita
- Acompáñame (1977-1978) ... Amanda
- Ven conmigo (1975) ... Caridad Escobar
- Marina (1974) ... Marina
- Ana del aire (1973-1974) ... Andrea
- Amarás a tu prójimo (1973) ... Gaitana
- El amor tiene cara de mujer (1971-1973) ... Laura Valdez
- El derecho de los hijos (1971) ... Elisa
- El vagabundo (1971) ... Velia Suárez
- La recogida (1971) ... Nora Medrano
- Angelitos negros (1970) ... La Nana Mercé
- Una plegaria en el camino (1969)
- Cruz de amor (1968) ... Cruz Aguirre
- Mariana (1968) ... Mariana
- Cárcel de mujeres (1968)
- Amor sublime (1967)
- Un ángel en el fango (1967)
- No quiero lágrimas (1967)
- Una mentira (1967)
- María Isabel (1966) ... María Isabel
- La sombra del pecado (1966)
- La doctora (1964)
- Central de emergencia (1964)
- Lo imperdonable (1963) ... Amalia
- La culpa de los padres (1963)
- Penumbra (1962)
- Elena (1962) ... Elena
- Bajo la sombra de los almendros (1961)
- Mi amor frente al pasado (1960)
- Elisa (1960) ... Elisa
- Juramento (1959)
- Un paso al abismo (1958)
- Senda prohibida (1958) ... Nora

## Sèries
- XHDRBZ (2002) ... Diversos personatges
- Derbez en cuando (1998-1999) ... Mamá d’Aarón Abasolo / Mamá d’Armando Hoyos / Varios
- Mujer, casos de la vida real (1998) ... Graciela (Episodi: Que te perdone Dios)
- Papá soltero (1993) ... Clara #2 (sogra de César Costa)
- Al derecho y al derbez (1993) ... Diversos personatges (2 Episodis)
- Gran teatro (1964)
- Miss México (1953) ... Segon lloc

## Teleteatre
- Noches de angustia (1957)

## Pel·lícules
- Reclusorio (1997) ... Carmen Galicia
- Pacas de a kilo (1997)
- Muralla de tinieblas (1994)
- Zapatos viejos (1993) ... Miss Lucy
- Mientras México duerme (1986)
- Hombres de tierra caliente (1983)
- Dos mujeres y un hombre (1971) ... Viviana de la Huerta de Christie
- Cruz de amor (1970) ... Doña Cruz Aguirre
- Quinto patio (1970) ... Doña Blanca
- La esquina de mi barrio (1957)
- Morir de pie (1957) ... Martha
- El medallón del crimen (El 13 de oro) (1956)
- El rey de México (1956)
- Con quién andan nuestras hijas (1956) ... Isabel
- Padre contra hijo (1955)
- Las engañadas (1955)
- El río y la muerte (1955) ... Elsa
- La mujer X (1954) ... Elena
- Dios nos manda vivir (1954)
- La sobrina del señor cura (1954)
- Mamá nos quita los novios (1951)
- Baile mi rey (1951)
- La novia del mar (1948)
- Salón México (1948) ... Beatriz Gómez
- Allá en el Rancho Grande (1949)
- El seminarista (1949) ... Mercedes Orozco
- Dicen que soy mujeriego (1949) ... Flor
- Las dos huerfanitas (1950) ... Mascotita
- Si me viera don Porfirio (1950)

## Premis i nominacions
| Any  | Categoria             | Telenovel·la       | Resultat |
| ---- | --------------------- | ------------------ | -------- |
| 1998 | Millor primera actriu | Los hijos de nadie | Nominat  |
| 1996 | Millor primera actriu | Lazos de amor      | Nominat  |